# تویوتا استرالیا

تویوتا

تویوتا استرالیا (به انگلیسی: Toyota Australia) یکی از شرکت‌های تابعه تویوتا، خودروساز ژاپنی می‌باشد. این شرکت محصولات تویوتا را به بازار کشور استرالیا عرضه می‌کند و ورزش‌های موتوری، تبلیغات و عملیات تجاری تویوتا در استرالیا را مدیریت می‌کند. همچنین این شرکت مسئول خودروهای لکسوس در استرالیا نیز می‌باشد.
شرکت تویوتا استرالیا دفاتری در شهرهای آدلاید، پرت، سیدنی، کوئینزلند و داروین دارد. 
خودروهای تویوتا از سال ۱۹۶۳ تا سال ۲۰۱۷ در استرالیا توسط این شرکت مونتاژ شد.